# Andrea Echeverri

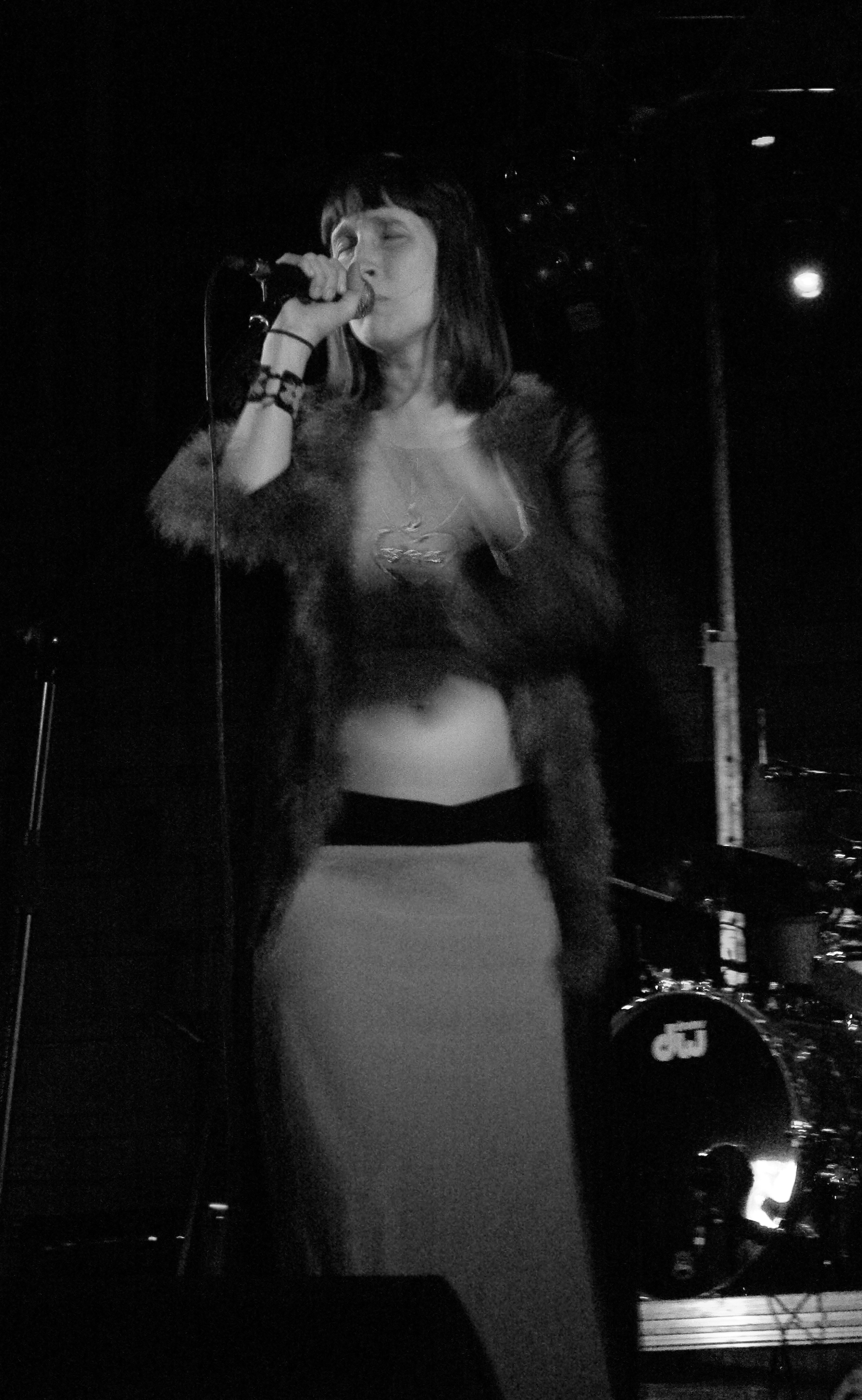
Andrea Echeverri

Andrea Echeverri (* 1965 in Bogotá) ist eine kolumbianische Musikerin und Keramikerin. Echeverri ist Leadsängerin der Band Aterciopelados und Solokünstlerin. Als Keramikerin hatte sie in den 1980er-Jahren einige eigene Ausstellungen.

## Echeverri als Solokünstlerin
Nach dem erfolgreichen Aterciopelados-Album Gozo Poderoso nahm sich Andrea Echeverri eine Auszeit und brachte ihr erstes Kind, Milagros, zur Welt. Anschließend erarbeitete sie ihr erstes, selbstbetiteltes Solo-Album, das von Héctor Buitrago, ebenfalls ein Aterciopelados-Mitglied, produziert und von Thom Russo abgemischt wurde und 2005 erschien. Auf dem Album, zu dem Echeverri von ihrem Kind inspiriert wurde, finden sich 13 Lieder, darunter A Eme O, Echeverris erste Single, und das in den Soundtrack für den peruanischen Film La mujer de mi hermano aufgenommene Baby Blues. Nach der Veröffentlichung des Albums ging Echeverri auf Tour.
Das Album war 2006 für den Latin Grammy Award in der Kategorie Best Female Pop Vocal Album und für den Grammy Award in der Kategorie Best Latin Pop Album nominiert. Bei den MTV-LA-Awards war Echeverri viermal nominiert und gewann in der Kategorie Best New Artist – Central.
Als zweites Soloalbum veröffentlichte Echeverri 2010 Dos. 2012 folgte das Album Ruiseñora, wofür Echeverri bei den Latin Grammy Awards 2013 als beste Singer-Songwriterin nominiert war.